# Tibiriçá do Paranapanema
Tibiriçá do Paranapanema é um distrito do município brasileiro de Piraju, no interior do estado de São Paulo.

## História

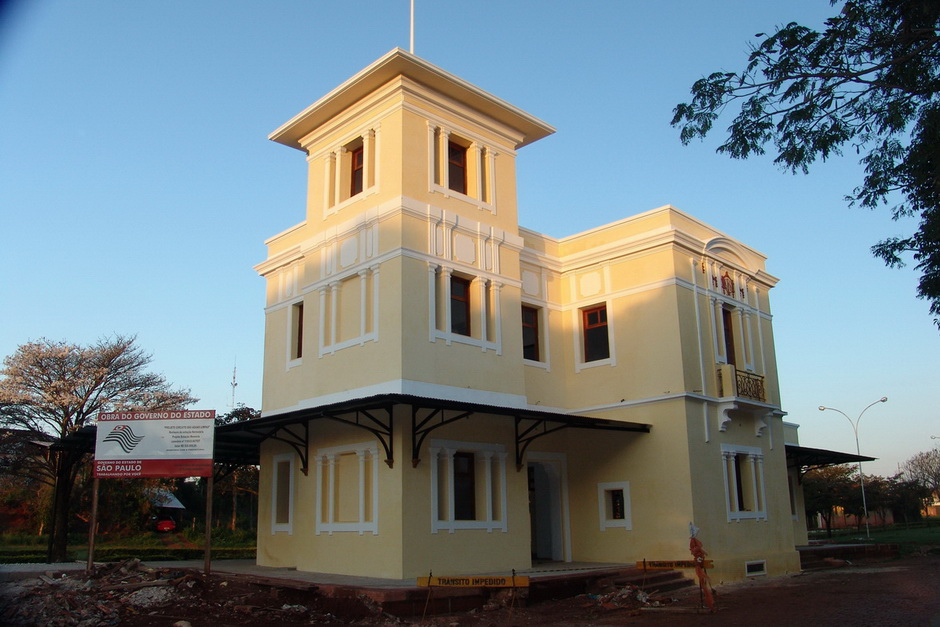
Antiga estação ferroviária de Piraju.

### Origem
A Vila Tibiriçá se desenvolveu ao redor da Estação Ferroviária de Piraju, inaugurada pela Estrada de Ferro Sorocabana em 05/04/1908 e que foi construída num ponto que fica a cerca de três quilômetros da cidade. A estação seguia uma tipologia arquitetônica diferente das demais estações construídas pelo governo, tendo sido projetada pelo arquiteto Ramos de Azevedo.
A partir de 1915 uma linha de bondes com 26 km passou a ligar a estação à cidade, e dali a Sarutaiá, mas que foi desativada na década de 30.

### Formação administrativa
- Distrito policial de Vila Tibiriçá criado em 19/08/1909[4].
- Distrito criado pela Lei n° 4.954 de 27/12/1985, com sede na Vila Tibiriçá e com território desmembrado do distrito de Piraju[5][6].

## Geografia

### Localização
O distrito localiza-se à margem direita do Rio Paranapanema, do lado oposto e de frente com a cidade de Piraju, sendo interligado a esta pela ponte Nelson de Godoy Pereira sobre a barragem da Usina Hidrelétrica Paranapanema, inaugurada em 1936.

### Demografia

#### População urbana
| Crescimento população urbana | Crescimento população urbana | Crescimento população urbana | Crescimento população urbana |
| Censo                        | Pop.                         |                              | %±                           |
| ---------------------------- | ---------------------------- | ---------------------------- | ---------------------------- |
| 1991                         | 1 883                        |                              | —                            |
| 2000                         | 2 465                        |                              | 30,9%                        |
| 2010                         | 3 431                        |                              | 39,2%                        |
| Fonte: IBGE e Fundação SEADE |                              |                              |                              |

#### População total
Pelo Censo 2010 (IBGE) a população total do distrito era de 3 996 habitantes.

### Área territorial
A área territorial do distrito é de 184,498 km².

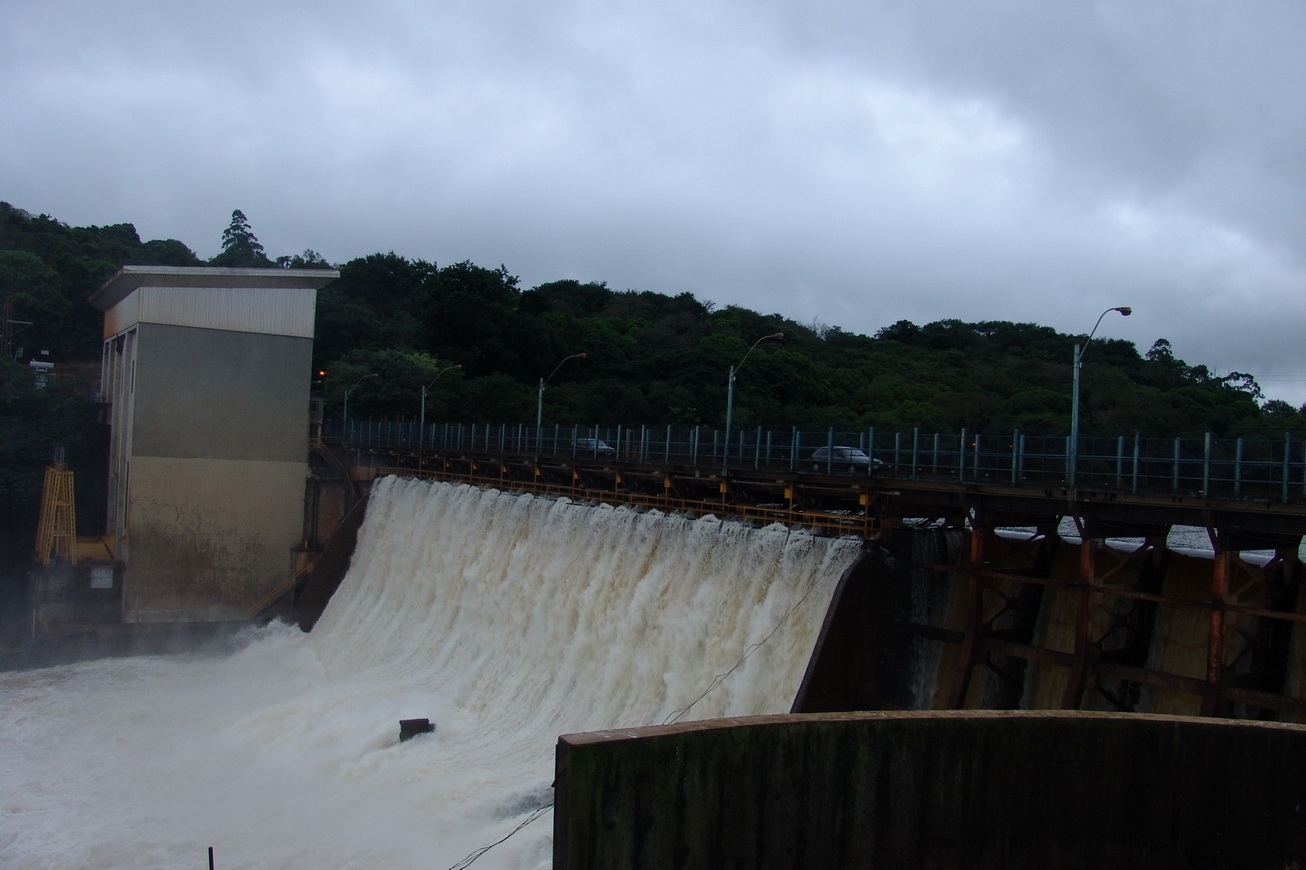
Barragem da Usina Hidrelétrica Paranapanema.

### Rodovias
Os principais acessos ao distrito são:
- Rodovia Raposo Tavares (SP-270)
- SP-287, que liga o distrito à cidade de Manduri

### Usinas hidrelétricas
- Usina Hidrelétrica Paranapanema[11]
- Usina Hidrelétrica de Piraju[12]

## Serviços públicos

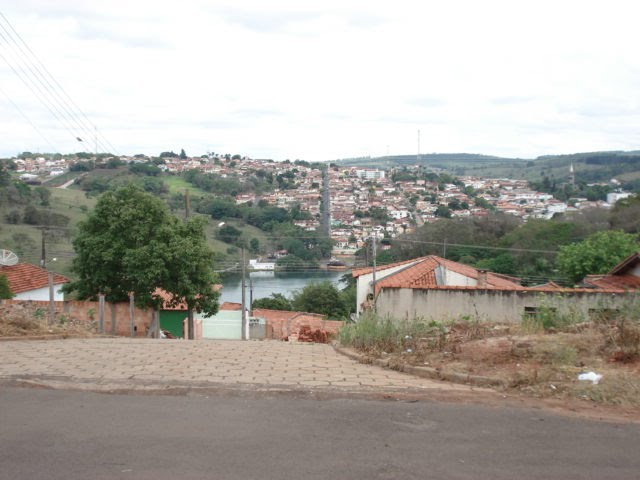
Vista de Tibiriçá.

### Registro civil
Feito na sede do município, pois o distrito não possui Cartório de Registro Civil das Pessoas Naturais.

### Saneamento
O serviço de abastecimento de água é feito pela Companhia de Saneamento Básico do Estado de São Paulo (SABESP).

### Energia
A responsável pelo abastecimento de energia elétrica é a CPFL Santa Cruz, distribuidora do grupo CPFL Energia.

### Telecomunicações
O distrito era atendido pela Telecomunicações de São Paulo (TELESP) através da central telefônica de Piraju. Em 1998 esta empresa foi vendida para a Telefônica, que em 2012 adotou a marca Vivo para suas operações.

## Atrações turísticas

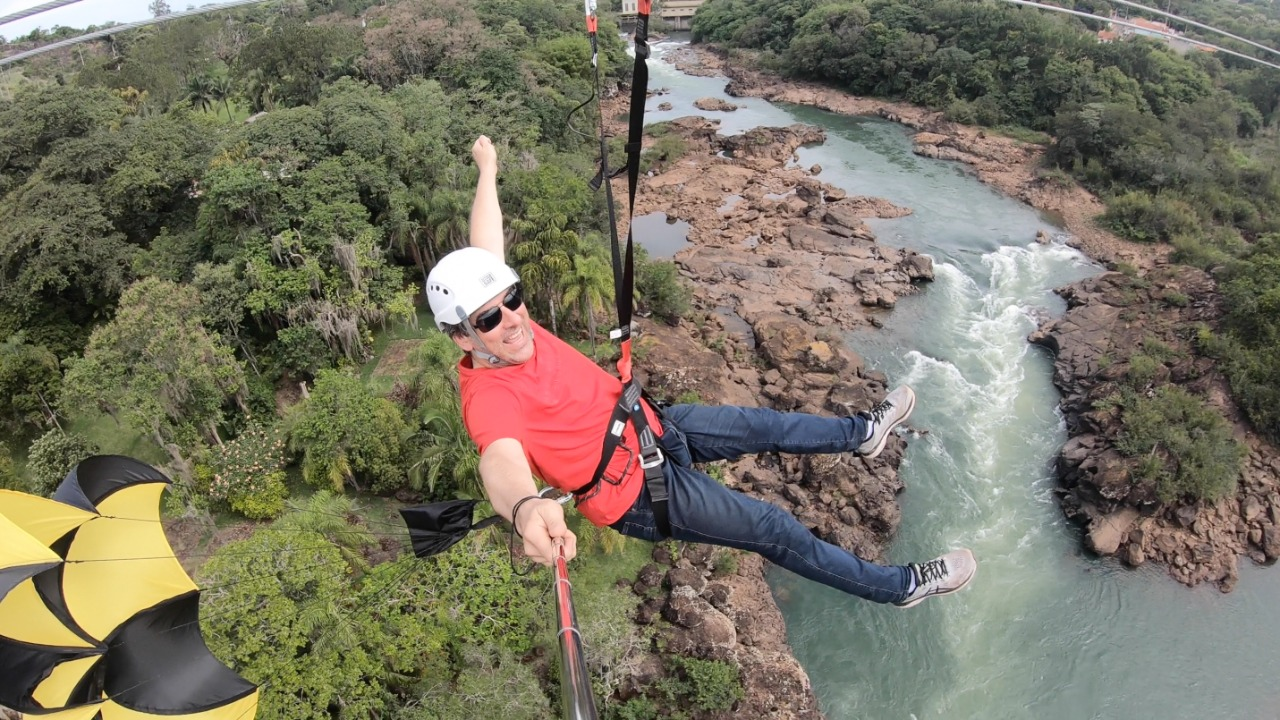
Vista da Tirolesa das Corredeiras

O distrito possui como atrações principais:
- Parque Natural Municipal do Dourado
- Mirante Gilberto Polenghi, com vista para a cidade de Piraju[20]

### Tirolesa das Corredeiras
Inaugurada em 2020, a tirolesa oferece uma vista panorâmica das famosas corredeiras do Rio Paranapanema. Os cabos da tirolesa percorrem um total de aproximadamente 500 metros entre o Mirante Gilberto Polenghi e o parque de exposições Prefeito Claudio Dardes, podendo atingir uma velocidade de até 65 km/h.

## Religião
O Cristianismo se faz presente no distrito da seguinte forma:

### Igreja Católica
- A igreja faz parte da Diocese de Ourinhos[23].

### Igrejas Evangélicas
- Congregação Cristã no Brasil[24].